# Lindneromyia pulchra
Lindneromyia pulchra is een vliegensoort uit de familie van de breedvoetvliegen (Platypezidae). De wetenschappelijke naam van de soort is voor het eerst geldig gepubliceerd in 1894 door Snow.